# Nishinomiya

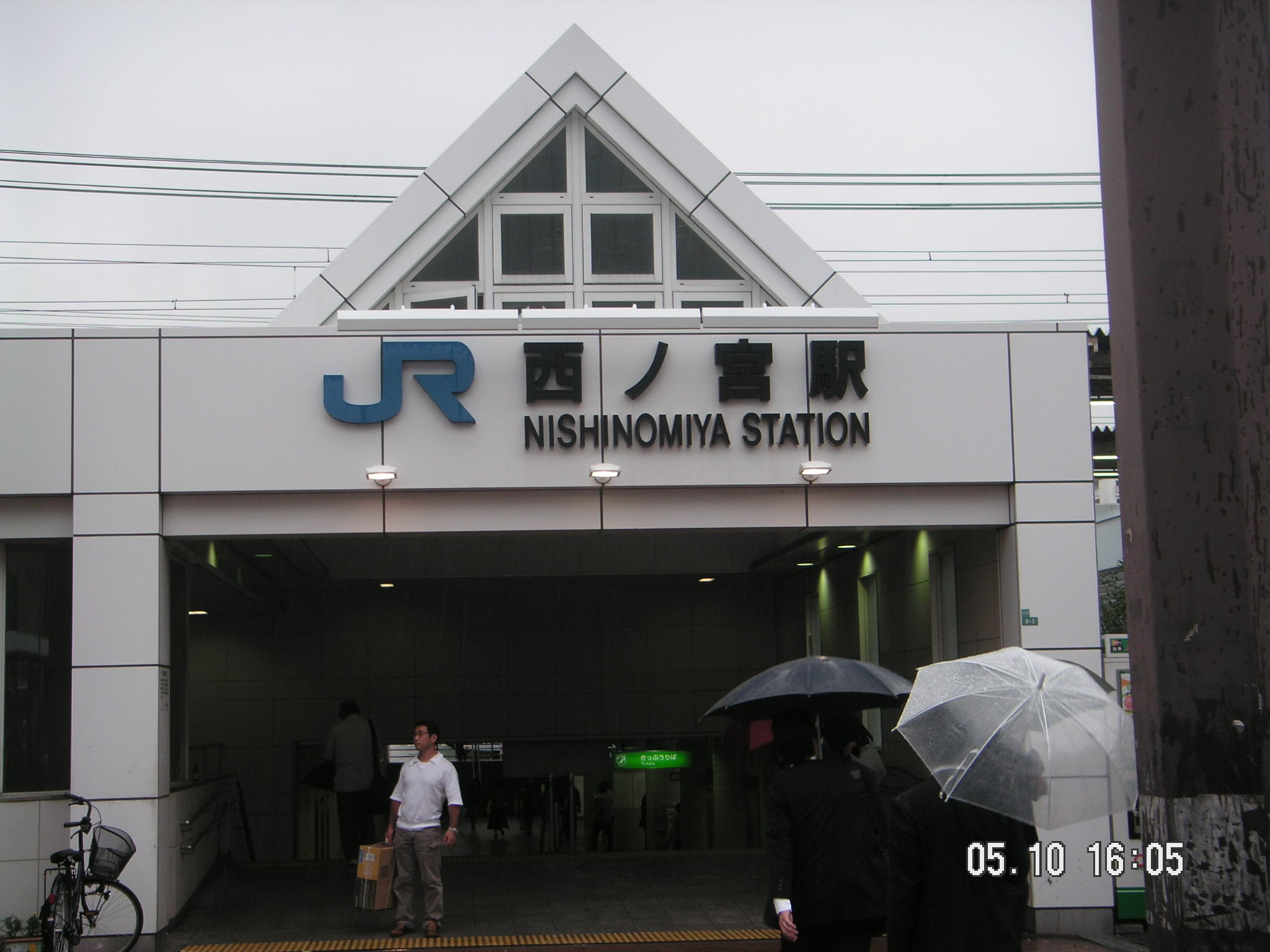
JR Station Nishinomiya

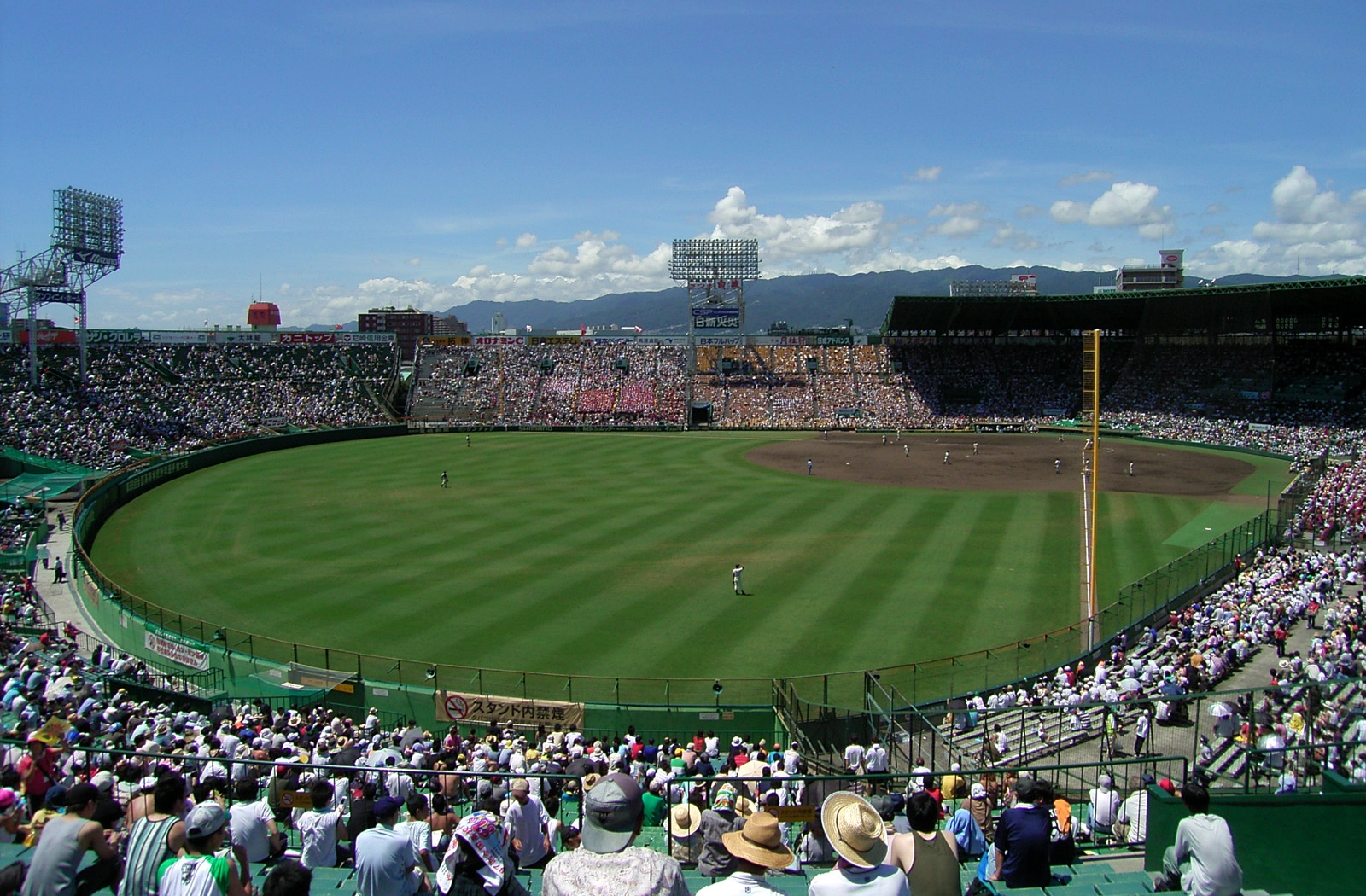
Koshienstadion

Nishinomiya (Japans: 西宮市, Nishinomiya-shi) is een Japanse stad in de prefectuur Hyogo. De stad ligt aan de Baai van Osaka tussen de steden Osaka en Kobe. Nishinomiya werd gesticht op 1 april 1925.

Op 1 maart 2011 had de stad 482.655 inwoners. De bevolkingsdichtheid bedroeg 4830 inw./km². De oppervlakte van Nishinomiya is 99,96 km². De stad is vooral bekend wegens het Koshienstadion, de thuishaven van de honkbalclub Hanshin Tigers.

## Geografie
Nishinomiya wordt begrensd door Amagasaki, Itami, Takarazuka, Ashiya, en Kobe in de prefectuur Hyogo. De rivieren Mukogawa, Edagawa en Arimagawa stromen door de stad. De berg Kabutoyama (甲山) is met zijn 309,2 m een symbool van de stad.

## Geschiedenis
- Nishinomiya werd op 1 april 1925 een stad (shi).
- 1 april 1933: De gemeente Imazu en de dorpen Shiba en Taisha worden bij de stad gevoegd.
- 1 februari 1941: Het dorp Koto wordt bij de stad gevoegd.
- 1 mei 1942: Het dorp Kawaragi wordt bij de stad gevoegd.
- 1 april 1951: De dorpen Naruo, Yamaguchien Shiose worden door Nishinomiya aangehecht.
- 17 januari 1995: De Hanshin-aardbeving richt ernstige schade aan in Nishinomiya.
- Sinds 1 april 2008 heeft Nishinomiya de status van kernstad (中核市, chūkaku-shi).

## Bezienswaardigheden
- Horai-vallei (蓬莱峡, Horai-kyo), een onderdeel van het nationale park Setonaikai
- Koshienstadion
- Hirota-schrijn
- Nishinomiya-schrijn
- Koshikiiwa-schrijn
- Kanno-ji een Boeddhistische tempel op de berg Kabutoyama

## Geboren
- Yuya Uchida (1939), rockzanger en acteur (overleden 2019)
- Kazuko Sawamatsu (1951), tennisster
- Shinichi Tsutsumi (1964), acteur
- Rena Inoue (1976), kunstschaatsster
- Naoko Sakamoto (1980), lange-afstandsloopster
- Rika Kihira (2002), kunstschaatsster

## Verkeer

### Trein
- West Japan Railway Company
  - Sanyo Shinkansen: (Station Amagasaki) – stopt niet in Nishinomiya - (Station Ashiya)
  - Tokaido-lijn (JR Kobe-lijn): (Amagasaki)-  Station Kōshienguchi - Station Nishinomiya - Station Sakura Shukugawa - (Ashiya )
  - Fukuchiyama-lijn: (Station Takarazuka) - Station Namaze - Station Nishinomiyanajio - (Station Takedao)
- Hankyu
  - Hankyū Kobe-lijn : (Amagasaki) - Station Nishinomiya-Kitaguchi - Station Shukugawa - (Ashiya)
  - Imazu-lijn : Station Imazu - Station Hanshin-Kokudō - Station Nishinomiya-Kitaguchi - Station Mondo-Yakujin - Station Kōtōen -(Takarazuka)
  - Koyo-lijn : Station Shukugawa – Station Kurakuenguchi - Station Kōyōen
- Hanshin
  - Hanshin-lijn : (Amagasaki) – (Station Mukogawa) – Station Naruo - Station Kōshien – Station Kusugawa – Station Imazu - Station Nishinomiya (Hanshin) – Station Koroen - (Ashiya)
  - Mukogawa-lijn : Station Mukogawa - Station Higashi-Naruo – Station Suzaki – Station Mukogawadanchimae

### Bus
- Hankyu Bus
- Hanshin Bus
- Shinki Bus

### Weg

#### Autosnelweg
Nishinomiya ligt aan de volgende snelwegen :
- Meishin-autosnelweg : afrit 38 Nishinomiya
- Chūgoku-autosnelweg : afrit 5 Nishinomiya-Kita
- Hanshin-autosnelweg no 3 Kobe-lijn
- Hanshin-autosnelweg no 5 Wangan-lijn
- Hanshin-autosnelweg no 7 Kita-Kobe-lijn

#### Autoweg
Nishinomiya ligt aan de volgende autowegen :
- Autoweg 2
- Autoweg 43
- Autoweg 171
- Autoweg 176

#### Prefecturale weg
Nishinomiya ligt aan de prefecturale wegen 16, 33, 51, 58, 82, 98, 114, 193, 337, 340, 341, 342, 343,573 en 606.

### Haven
- De haven van Amagasaki- Nishinomiya- Ashiya
- Shin-Nishinomiya jachthaven

## Partnersteden
Nishinomiya heeft een stedenband met :
- Spokane, Verenigde Staten (sinds 1961)
- Londrina, Brazilië (sinds 1977)
- Amami, Kagoshima (sinds 1981)
- Shaoxing, Volksrepubliek China (sinds 1985)
- Yusuhara, Kochi (sinds 1991)
- Lot-et-Garonne en Agen (sinds 1992)
- Burlington (sinds 2014)[1]